# Assedio di Dyrrhachium (1107–1108)
L'assedio di Dyrrhachium ebbe luogo dal novembre 1107 al settembre 1108, quando i Siculo-normanni comandati da Boemondo I di Antiochia assediarono il porto adriatico di Dyrrhachium, oggi nota come Durazzo. Dyrrhachium era controllata per l'Impero bizantino dal suo doux Alessio Comneno, nipote dell'imperatore bizantino in carica, Alessio I Comneno (regno 1081-1118).
L'assedio è descritto a lungo nell'Alessiade di Anna Comnena, figlia dell'imperatore Alessio. In precedenza, l'imperatore Alessio era stato pesantemente sconfitto mentre cercava di togliere l'assedio normanno alla stessa città nel 1081. In questo assedio, Alessio scelse di non tentare di porre fine all'assedio con una battaglia campale, ma cercò di indebolire i Normanni inviando sortite per occupare i passi nelle retrovie dei Normanni impedendogli di effettuare rifornimenti.
Mentre l'assedio proseguiva, Alessio tentò di diffondere epidemie nell'accampamento normanno e usò il fuoco greco per bruciare le loro macchine d'assedio. Infine, Boemondo cercò di ottenere condizioni che portarono al Trattato di Devol, con il quale Boemondo e il Principato di Antiochia divennero vassalli bizantini.